# Graham Kirkham
Graham Kirkham (né le 14 décembre 1944) est un homme d'affaires anglais, fondateur et président du détaillant de canapés DFS.
Auparavant président exécutif de DFS Furniture Company Ltd, Kirkham est un fervent partisan politique et financier du Parti conservateur, et est l'un des hommes les plus riches du Yorkshire du Sud, avec une fortune personnelle estimée à 1 milliard de livres sterling. Après avoir vendu DFS en avril 2010, il détient désormais une part importante dans les supermarchés islandais. Il est aussi propriétaire de la chaîne Whitby .

## Jeunesse
Adopté à l'âge de trois semaines, il est le fils unique du mineur d'Edlington Tom Kirkham et de sa femme Elsie.
Après avoir réussi l'examen Eleven plus, il fréquente la Maltby Grammar School (appelée depuis 1967 Maltby Comprehensive School) et espère rejoindre la Royal Air Force comme pilote. N'ayant pas réussi à obtenir les cinq niveaux O requis, Kirkham obtient un emploi dans un magasin de meubles local .

## Carrière
En 1969, après avoir rendu visite à quelques fabricants dans son travail quotidien, il considère que fabriquer des meubles est relativement facile et qu'en supprimant les marchands-entrepôts au milieu de la chaîne d'approvisionnement, il pourrait vendre directement au public à des prix inférieurs. Kirkham loue une chambre au-dessus d'une salle de billard à Carcroft et commence à fabriquer des meubles à l'étage et à les vendre au détail en bas .
En 1983, Direct Furnishing Supplies, basé à Darley Dale devient l'un des plus gros fournisseurs de Northern Upholstery. Lorsque Direct Furnishing Supplies fait faillite avec des dettes de 900 000 £ sur un chiffre d'affaires de 3 000 000 £, Kirkham l'achète. Northern Upholstery est alors rebaptisé DFS et compte à l'époque un total de 63 magasins employant 2 000 personnes .
En 1993, DFS est introduite en bourse et évaluée à 271 millions de livres sterling, Kirkham et ses fiducies familiales détenant un peu plus de la moitié des actions. Cela attire l'attention de cambrioleurs sur la famille Kirkham qui, en 1994, est agressée dans la maison familiale de Sprotborough alors qu'ils sont en vacances. Les cambrioleurs ligotent et bâillonnent la femme de ménage et s'enfuient avec de l'argent et des bijoux d'une valeur de 2,4 millions de livres sterling – récupérés plus tard, mais cela reste toujours le plus grand vol à main armée du South Yorkshire .
En 1998, DFS annonce sa première baisse de ses bénéfices en 28 ans à la Bourse de Londres. En 2000, DFS annonce une augmentation de 79 pour cent de ses bénéfices .
Le 23 avril 2010, DFS est vendu à la société de capital-investissement Advent International pour un montant de 500 millions de livres sterling .

## Dons du parti conservateur
Kirkham est connu pour ses dons au parti conservateur qui commencent dans les années 1980. En 1996, il prête au parti 4 millions de livres sterling sous forme de prêt sans intérêt  et il est nommé chevalier en 1996, dans les honneurs du Nouvel An. John Prescott, alors dans l'opposition, l'appelle « l'exemple le plus grossier à ce jour des honneurs donnés pour des services financiers au parti conservateur ». Kirkham répond que l'honneur est pour son travail caritatif pour le prix du duc d'Édimbourg et le Animal Health Trust .
Kirkham donne 200 000 £ à la société de télévision Ardent du Prince Edward comte de Wessex en 1994 parce qu'il a « un désir ardent de réussir » .
Le 23 juillet 1999, Kirkham est nommé pair à vie en tant que baron Kirkham, d'Old Cantley dans le comté de Yorkshire du Sud . Il est l'un des pairs recommandés par le chef conservateur de l'époque, William Hague qui a emprunté l'hélicoptère de Kirkham pour la campagne électorale .

## Actions caritatives
Kirkham donne 455 000 £ en 1998/99 à des actions caritatives via la Fondation Graham Kirkham. Il donne 225 000 £ pour aider la recherche contre le cancer par l'Université de Bradford, et a une galerie qui porte son nom au River and Rowing Museum à Henley-on-Thames  et est également Patron adjoint et membre du conseil d'administration d'Outward Bound. Kirkham est également le président du conseil d'administration et un soutien très actif du prix du duc d'Édimbourg (DofE) au Royaume-Uni.
Kirkham est nommé Commandeur de l'Ordre royal de Victoria (CVO) dans les honneurs d'anniversaire de 2001 pour services rendus au Prix du duc d'Édimbourg et à l'Outward Bound Trust et Chevalier commandeur de l'Ordre royal de Victoria (KCVO) dans les honneurs d'anniversaire de 2021 pour services au Prix du Duc d'Édimbourg.

## Vie privée
Kirkham épouse Pauline Fisher en 1965. Le couple a deux enfants .
Kirkham a deux maisons dans son Yorkshire du Sud natal, une à Cadeby Road, Sprotborough ; et le manoir géorgien Cantley Hall (en), classé Grade II qu'il a acheté en 1990 au concessionnaire automobile John Carnell. 
Kirkham s'intéresse depuis longtemps aux chiens et possède des Dalmatiens . Il est membre du Kennel Club depuis 1995 et alors qu'il possède DFS, il est le principal sponsor de Crufts pour son émission en 2010 . Il est président de la Driffield Agricultural Society  et est toujours présent le dernier jour de l'exposition canine du championnat pour faire toutes les présentations principales.
Avec Philip Harris, il est copropriétaire des chevaux "Hello" : Hello Sanctos, Hello Mr President, Hello M'Lady, Hello Sailor, Hello Unique et Hello Boyo qui sont montés par Scott Brash .